# Patalene siculata
Patalene siculata är en fjärilsart som beskrevs av Achille Guenée 1858. Patalene siculata ingår i släktet Patalene och familjen mätare. Inga underarter finns listade i Catalogue of Life.